# جيرالدين موفات
جيرالدين موفات (بالإنجليزية: Geraldine Moffat)‏ هي ممثلة بريطانية، ولدت في 5 سبتمبر 1943 في نوتنغهام في المملكة المتحدة.

## وصلات خارجية
- جيرالدين موفات على موقع IMDb (الإنجليزية)
- جيرالدين موفات على موقع قاعدة بيانات الفيلم (الإنجليزية)